# Jacobaea adonidifolia
Espèce
Classification phylogénétique
Jacobaea adonidifolia, le Séneçon à feuilles d'adonis, est une espèce de plantes à fleurs de la famille des Asteraceae, endémique d'Europe et trouvé seulement en France et en Espagne.

## Description
Ce sont des plantes herbacées.

## Taxinomie
Autrefois classée dans le genre Senecio, sous le nom de Senecio adonidifolius Loisel., il a été proposé en 2006 de reclasser cette espèce dans le genre Jacobaea par Pelser & Veldkamp.

## Écologie
Le Séneçon à feuilles d'adonis est une plante caractéristique des sols sableux et siliceux du Massif central, des Pyrénées et de plusieurs massifs montagneux de la péninsule ibérique. Il y accompagne souvent le genêt purgatif.

## Synonyme
- Senecio adonidifolius Loisel.